# اوبالا
اوبالا (انگلیسی: Ubalá) نام شهری در کشور کلمبیا است.